# Procampylaspis comorensis
Procampylaspis comorensis is een zeekommasoort uit de familie van de Nannastacidae. De wetenschappelijke naam van de soort is voor het eerst geldig gepubliceerd in 1988 door Ledoyer.